# Malimbe cap-roig
El malimbe cap-roig (Malimbus rubricollis) és un ocell de la família dels ploceids (Ploceidae).

## Hàbitat i distribució
Habita els boscos del Sierra Leone, sud-est de Guinea, Libèria, Costa d'Ivori, Ghana, Togo, Benín, Nigèria, Camerun, l'illa de Bioko, Guinea Equatorial, el Gabon, República del Congo, sud-oest de la República Centreafricana, nord i nord-est de la República Democràtica del Congo, extrem sud del Sudan, Uganda i oest de Kenya cap al sud fins al nord-oest d'Angola, sud i sud-est de la República Democràtica del Congo i l'extrem nord-oest de Tanzània.